# ヒースロー

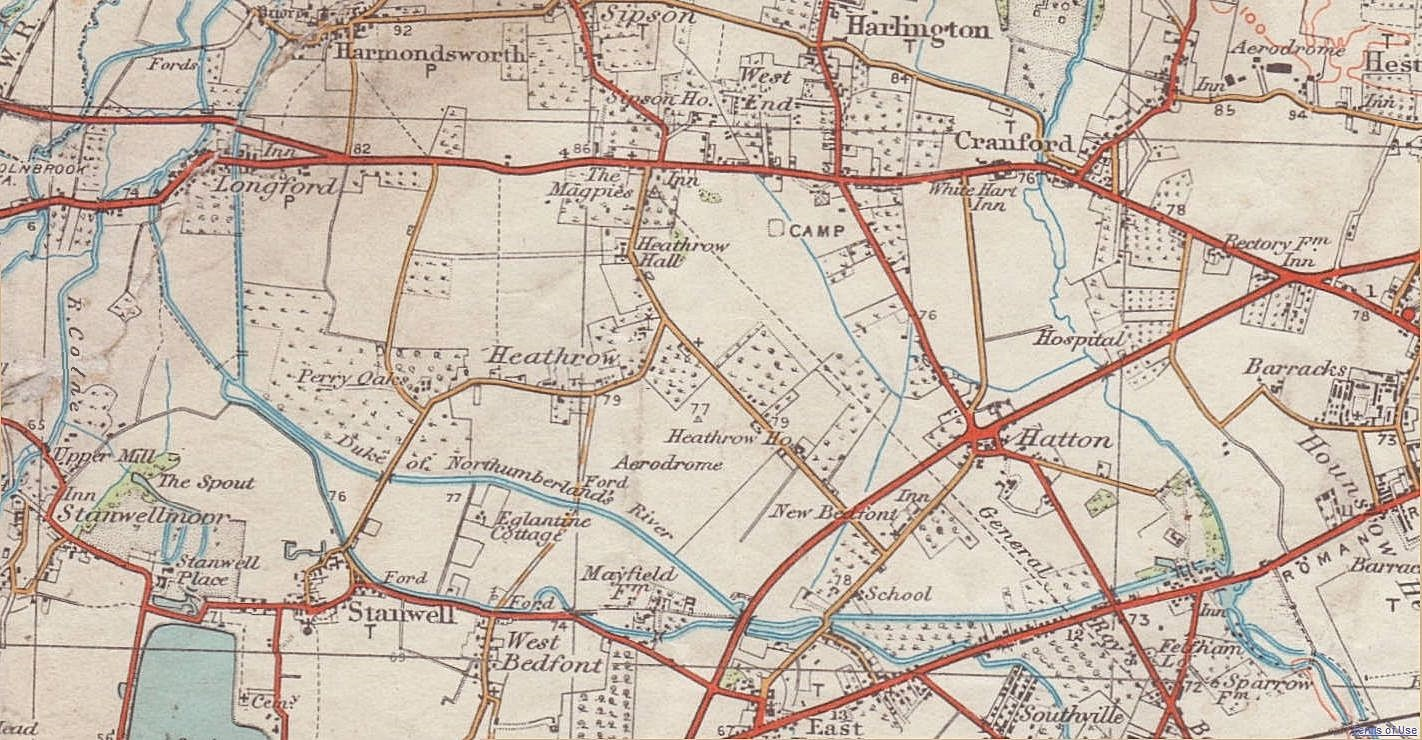
第二次世界大戦前のヒースローの地図

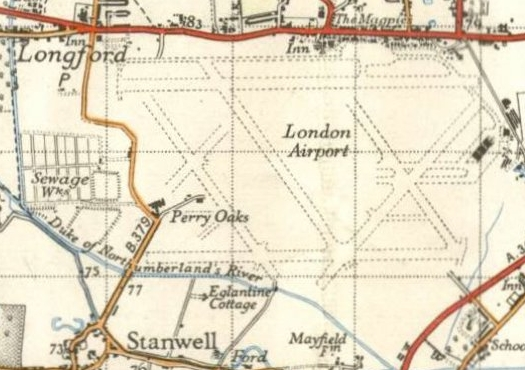
1948年のヒースローの地図

ヒースロー (Heathrow) は、大ロンドン西部ヒリンドン区 (Hillingdon) の地区である。ロンドン・ヒースロー空港が所在する。

## 概要
かつてはミドルセックス州のハムレット（独自の教会と教区を持たない村）だった。空港建造により、村は現存しない。
第一次世界大戦中に、軍用飛行場が開設された。1930年代にはフェアリー・アビエーション社の私有飛行場 Great Western Aerodrome となった。1944年に空軍省に接収され、1944年から滑走路が建造された。